# Sandy Cowan
Alexander Cowan, detto Sandy (Chesley, 5 febbraio 1879 – Victoria, 8 gennaio 1915), è stato un giocatore di lacrosse canadese, vincitore di una medaglia d'oro nel lacrosse maschile a squadre ai Giochi della III Olimpiade.

## Palmarès
In carriera ha conseguito i seguenti risultati:
- Giochi olimpici

Saint Louis 1904: oro nel lacrosse maschile a squadre.